# Maskellococcus obtectus
Maskellococcus obtectus är en insektsart som först beskrevs av William Miles Maskell 1890.  Maskellococcus obtectus ingår i släktet Maskellococcus och familjen ullsköldlöss. Inga underarter finns listade i Catalogue of Life.